# Petaluma
Petaluma ist eine Stadt in Sonoma County im US-Bundesstaat Kalifornien mit 59.776 Einwohnern (Stand: 2020).
Die geographischen Koordinaten sind: 38,24° Nord, 122,63° West. Das Stadtgebiet hat eine Größe von 36,0 km². Petaluma ist ca. 60 km nördlich von San Francisco zu finden. Die Stadt wurde 1852 durch Goldgräber gegründet und erlebte ein schnelles Bevölkerungswachstum. Nennenswerte Wirtschaftszweige sind die Hühnerzucht (seit ca. 1920) und die daraus resultierende Eierproduktion.
Außerdem hat der Gitarrenverstärkerhersteller Mesa/Boogie seinen Firmensitz in Petaluma.
Der Film American Graffiti wurde teilweise in Petaluma gedreht.

## Söhne und Töchter der Stadt
- Fred Allen (1896–1955), Filmeditor und Regisseur
- Pauline Kael (1919–2001), Filmkritikerin
- Myron Healey (1923–2005), Filmschauspieler und Drehbuchautor
- Tom Louderback (1933–2020), American-Football-Spieler und Unternehmer
- Bill Pronzini (* 1943), Kriminalschriftsteller
- Christina Hoff Sommers (* 1950), Philosophin und Autorin
- Joe Enochs (* 1971), Fußballspieler und Trainer
- Tobias Capwell (* 1973), Waffenhistoriker
- Nicole Mann (* 1977), Astronautin
- Tiffany Roberts (* 1977), Fußballspielerin
- Tim Lounibos (* 1979), Schauspieler
- Steven Cozza (* 1985), Radrennfahrer
- Broc Cresta (1987–2012), Rodeo-Reiter
- Erin Yvette (* 1992), Synchronsprecherin
- Camille Wilson (* 1995), Fußballspielerin
- Brady Scott (* 1999), Fußballspieler